# 沸水戰術

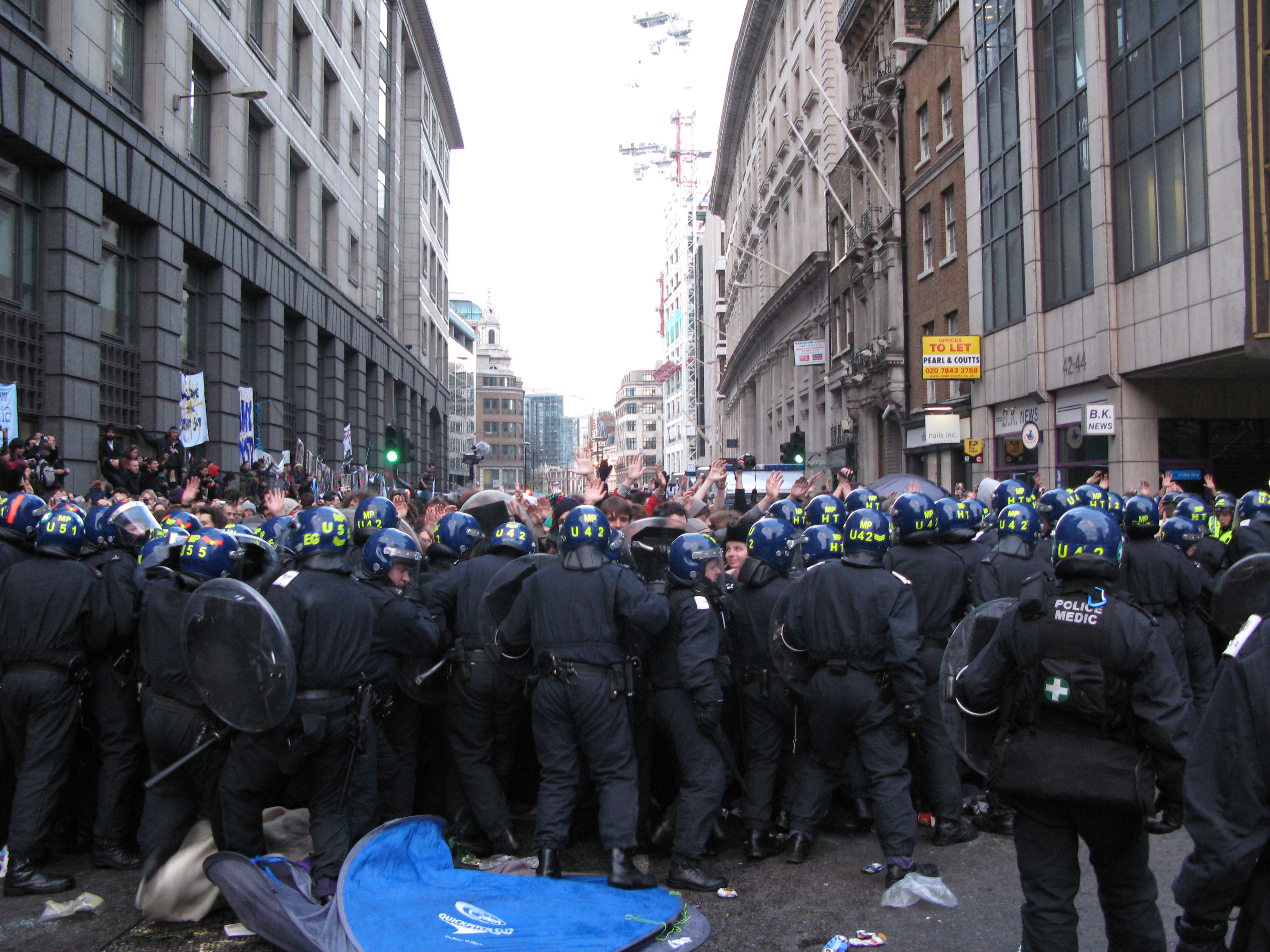
2009年G-20伦敦峰会抗议活动的一部分，防暴警察在气候营地行动中使用沸水战术对抗抗议示威者

沸水戰術（也稱為包抄）。 是一個警察用於在示威或抗議中控制大量人群的策略。 
警察會組成大型警戒線，然後在一個有限的區域內移動以包圍人群。警察只會留下一個由他們控制的出口或完全禁止示威者離開。示威者在指定的的時間內不會獲得食物、水或廁所設施。 
此策略已引发一定的爭議，部分原因是這策略會使無辜的旁觀者和真正的抗議者被一拼拘留。 2012年3月， 歐洲人權法院裁定倫敦警察廳在2001年反全球化示威以用沸水戰術為合法。